# Zamarada carcassoni
Zamarada carcassoni är en fjärilsart som beskrevs av Fletcher 1974. Zamarada carcassoni ingår i släktet Zamarada och familjen mätare. Inga underarter finns listade i Catalogue of Life.